# Ripley, Surrey
För andra betydelser, se Ripley (olika betydelser).
Ripley är en stad och civil parish i Surrey i sydöstra England. Orten hade 2 041 invånare år 2010.
Ripley har ett värdshus från 1453.
Orten omnämns i H.G. Wells romaner Världarnas krig och Herr Hoopdrivers semester. Musikern Eric Clapton föddes i Ripley, och hans son Conor Clapton är begravd där.